# Stadion Miejski w Banovići
Stadion Miejski w Banovići (boś. Gradski stadion) – wielofunkcyjny stadion w Banovići, w Bośni i Hercegowinie. Może pomieścić 4600 widzów. Swoje spotkania rozgrywa na nim drużyna FK Budućnost Banovići.